# Abadía de Tewkesbury
La abadía de Tewkesbury (en inglés: Tewkesbury Abbey) fue una antigua abadía de la orden de San Benito de fundación medieval, ubicada en la pequeña ciudad inglesa de Tewkesbury, en el condado de Gloucestershire. Fue disuelta en 1539 por Enrique VIII y luego parcialmente desmantelada, conservándose apenas la antigua iglesia abacial Santa María Virgen (en inglés: Abbey Church of St Mary the Virgin, Tewkesbury), comprada por los habitantes del pueblo por el precio del plomo de su techo para utilizarla como su iglesia parroquial, ahora parroquial de la Iglesia de Inglaterra, construida por los normandos en el siglo XII. Es uno de los mejores ejemplos de arquitectura normanda en Gran Bretaña, y tiene probablemente la torre románica de crucero más grande de Europa.
Tewkesbury habría sido un centro de culto desde el siglo VII, convirtiéndose en un priorato en el siglo X. El edificio actual se inició a principios del siglo XII. Fue utilizado sin éxito como un santuario en la guerra de las Dos Rosas (1455-1487). Después de la disolución de los monasterios (1536-1541) se convirtió en la iglesia parroquial de la ciudad. George Gilbert Scott dirigió la restauración victoriana a finales del siglo XIX. La iglesia y el cementerio albergan tumbas y monumentos a muchos de los aristócratas de la zona. El monasterio fue fundado por la casa de los Despenser y usado por ellos como mausoleo familiar, al igual que los Neville, y sus tumbas son buenos ejemplos de trabajos en piedra de pequeño tamaño de finales del medioevo.
Se cree que la iglesia tiene la mayor torre normanda que se conserva (aunque la de la catedral de Norwich compite por el puesto). Antiguamente la torre tuvo un chapitel de madera que pudo haber alcanzado unos 79 m de altura, pero se derrumbó durante una tormenta el Lunes de Pascua de 1559; los pináculos y almenas actuales fueron añadidos hacia el año 1600 para darle a la torre un mejor aspecto. La altura hasta los pináculos superiores es de 45 m. Se cree que la abadía es, salvo las catedrales, la tercera iglesia de mayor porte de Gran Bretaña (por detrás de la abadía de Westminster y de Beverley Minster). De punta a punta mide 101 m, aunque antes de la destrucción de la Lady Chapel original (también en la época de la disolución), su longitud total era de 114 m.
La abadía es una iglesia parroquial que se encuentra en funcionamiento celebrando oficios diarios, y se cree es la segunda mayor iglesia parroquial en Inglaterra, luego de la ya citada Beverley Minster. 
Los servicios han sido de la Iglesia alta pero ahora incluyen la Eucaristía parroquial, la Misa coral y el Evensong. Estos están acompañados por uno de los tres órganos y los coros de la iglesia. Además, hay un anillo de doce campanas, organizadas para sonar alternadamente.

## Historia

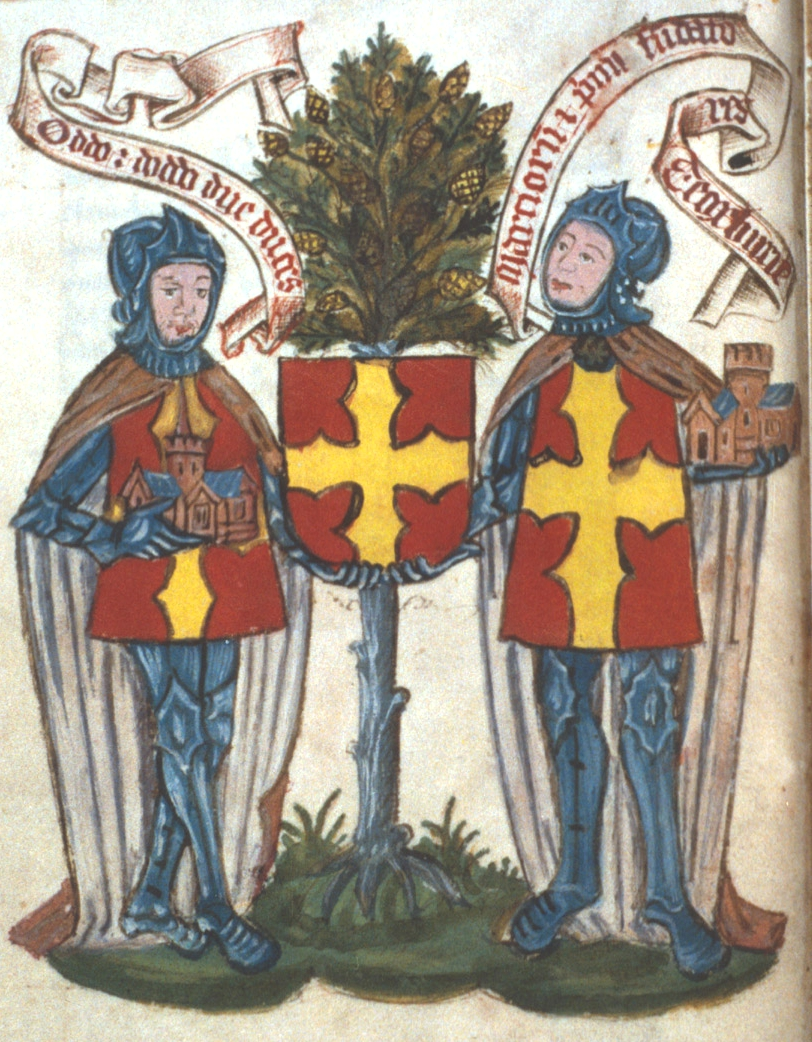
Oddo y Doddo, hermanos y duques de Mercia, fundadores sajones de la Abadía de Tewkesbury. Título latino arriba: Oddo : Doddo duc(es) duas Marciorum et primi fundatores Teokburie [Oddo y Doddo, dos condes de las Marcas y primeros fundadores de Tewkesbury]. Cada caballero, con armadura, sostiene en su mano una maqueta de iglesia; ambos sostienen un escudo (pegado a un árbol de granadas) que lleva las armas atribuidas a sí mismos y a la abadía: Gules, a cross raguly or. Tewkesbury Abbey Founders Book, folio 8 verso, Bodleian Library, Oxford

La Cronica de Tewkesbury (Chronicle of Tewkesbury) registra que Theoc, un misionero de Northumbria, llevó el primer culto cristiano a la zona y que construyó su celda a mediados del siglo VII, cerca de una zona donde se unen los ríos Severn y Avon. La celda fue sucedida por un monasterio en 715, pero de él nada se ha podido identificar.
En el siglo X, la fundación religiosa en Tewkesbury se convirtió en un priorato subordinado de la benedictina abadía de Cranborne en Dorset. En 1087, el rey Guillermo el Conquistador entregó las tierras de Tewkesbury a su primo, Robert FitzHamon, quien, junto con Giraldus, abad de Cranborne, fundó la actual abadía en 1092. La construcción de la iglesia abacial actual no comenzó hasta 1102, empleando piedra de Caen importada de Normandía y llevada en barcazas aguas arriba por el Severn.
Robert FitzHamon fue herido en Falaise en Normandía en 1105 y murió dos años después, pero su yerno, Robert FitzRoy, el hijo natural de Enrique I, que había sido nombrado conde de Gloucester, continuó financiando las obras. El mayor y único patrocinador de la abadía fue Lady Leonor de Clare, la última heredera de los De Clare de FitzRoy. En la Alta Edad Media, Tewkesbury se convirtió en una de las abadías más ricas de Inglaterra.
El 4 de mayo de 1471, después de la batalla de Tewkesbury en las Guerras de las Rosas, algunos de los lancastrianos derrotados buscaron refugio en sagrado en la abadía. Los victoriosos yorkistas, encabezados por el rey Eduardo IV, se abrieron paso hacia la abadía; el derramamiento de sangre resultante hizo que el edificio se cerrara durante un mes hasta que pudiera purificarse y volver a consagrarse.
En la disolución de los monasterios (1536-1541), el último abad, John Wakeman, entregó la abadía a los comisionados del rey Enrique VIII el 9 de enero de 1539. Tal vez debido a su cooperación con el procedimiento, se le otorgó una anualidad de 400 marcos y fue ordenado como primer obispo de Gloucester en septiembre de 1541. La mayoría de las edificaciones, como también los viñedos, fueron destruidos en esa época y solamente ha sobrevivido el molino de la abadía, que se encuentra sobre el Mill Avon, un canal que se dice construyeron los monjes. Mientras tanto, la gente de Tewkesbury salvó a la abadía de la destrucción. Insistiendo en que era su iglesia parroquial y que tenían el derecho de conservarla, la compraron a la Corona por el valor de sus campanas y de su techo de plomo que se habría salvado y fundido, dejando a la edificación en ruinas. El precio llegó a las £ 453.
Las campanas merecieron su propio campanario independiente, una característica inusual en los sitios ingleses. Después de la disolución, el campanario fue utilizado como cárcel para el municipio hasta que fue demolido a finales del siglo XVIII.
La torre de piedra central estaba rematada originalmente con una aguja de madera, que se derrumbó en 1559 y que nunca fue reconstruida. La restauración emprendida a finales del siglo XIX, bajo la dirección del arquitecto sir George Gilbert Scott, se reabrió el 23 de septiembre de 1879. Los trabajos incluyeron el coro alto, que reemplazó al que se había eliminado cuando la abadía se convirtió en una iglesia parroquial.
Las aguas de la inundación del cercano río Severn alcanzaron el interior de la abadía durante las severas inundaciones de 1760, y nuevamente el 23 de julio de 2007, en las inundaciones en el Reino Unido de 2007.

### Cronología de la construcción
- 23 de octubre de 1121: consagración del coro.
- 1150: terminadas la torre y la nave.
- 1178: un gran incendio requirió que se hiciesen algunas reconstrucciones.
- ca. 1235: terminada la capilla de San Nicolás.
- ca. 1300: terminada la capilla de Santiago.
- 1321-1335: finalización del coro reconstruido con capillas radiantes.
- 1349-1359: finalización de la reconstrucción de las bóvedas de la torre y la nave; las bóvedas de lierne de la nave sustituyeron al techo de madera.
- 1400-1410: reconstrucción de los claustros.
- 1438: terminada la capilla de Isabel (condesa de Warwick).
- 1520: terminada la casa de huéspedes (más tarde se convirtió en vicaría).

## Arquitectura

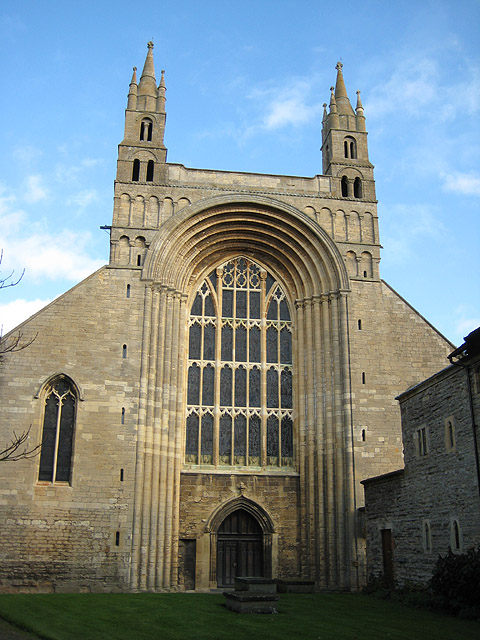
El alto arco normando de la fachada es único en Inglaterra

La iglesia en sí misma es uno de los mejores edificios normandos de Inglaterra. Su masiva torre del crucero fue, según sir Nikolaus Pevsner, «probablemente la torre románica más grande y elegante de Inglaterra». Catorce de las catedrales inglesas tienen dimensiones más pequeñas, mientras que únicamente la abadía de Westminster tiene más monumentos funerarios de todas las iglesias medievales inglesas.
La fachada occidental románica consiste en un muro rectangular rematado por dos torretas cuadradas cubiertas con techos cónicos de piedra. Una enorme arcada románica está atravesada por una ventana de estilo gótico perpendicular.

Exterior del edificio
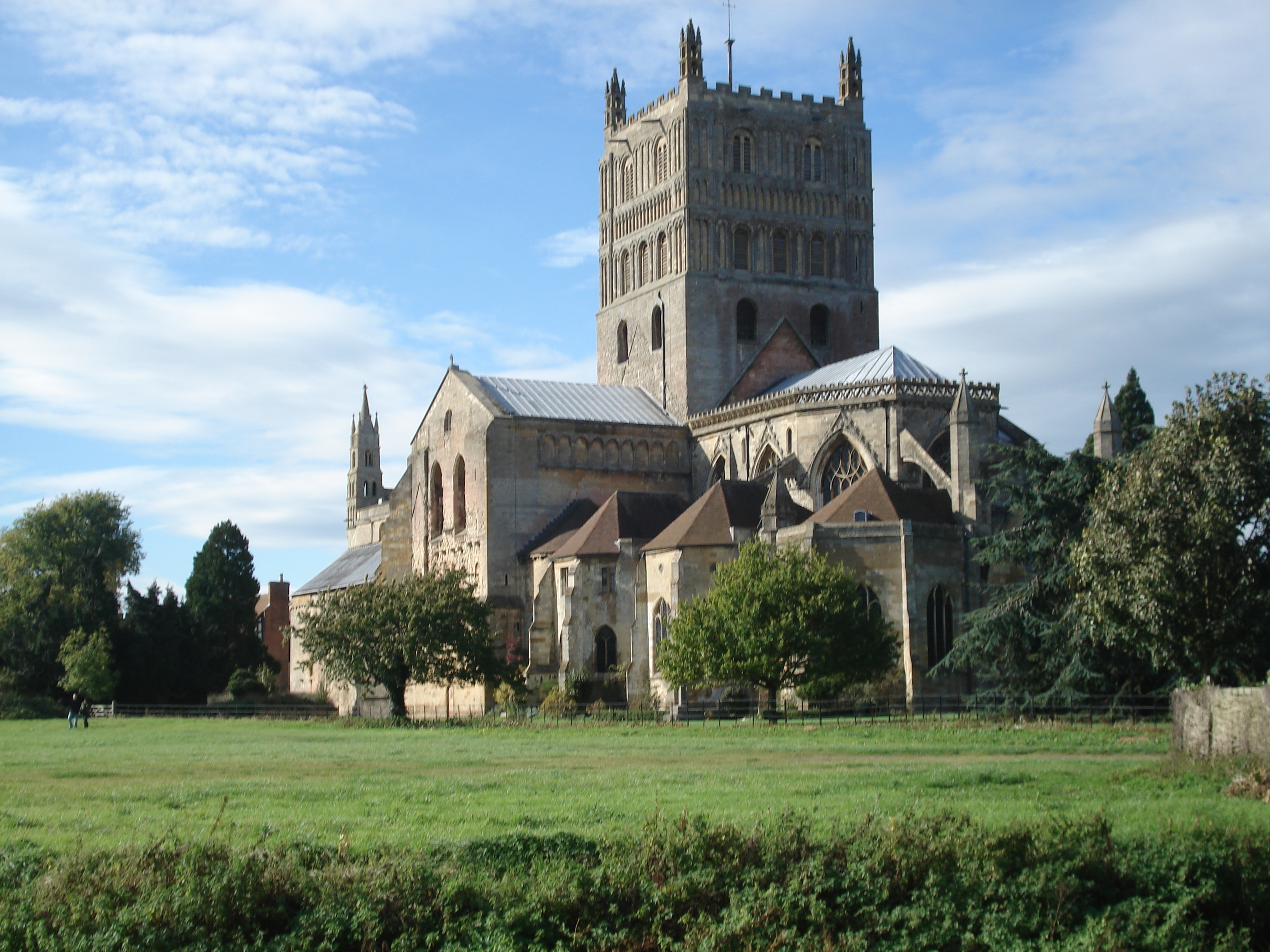
Cabecera oriental
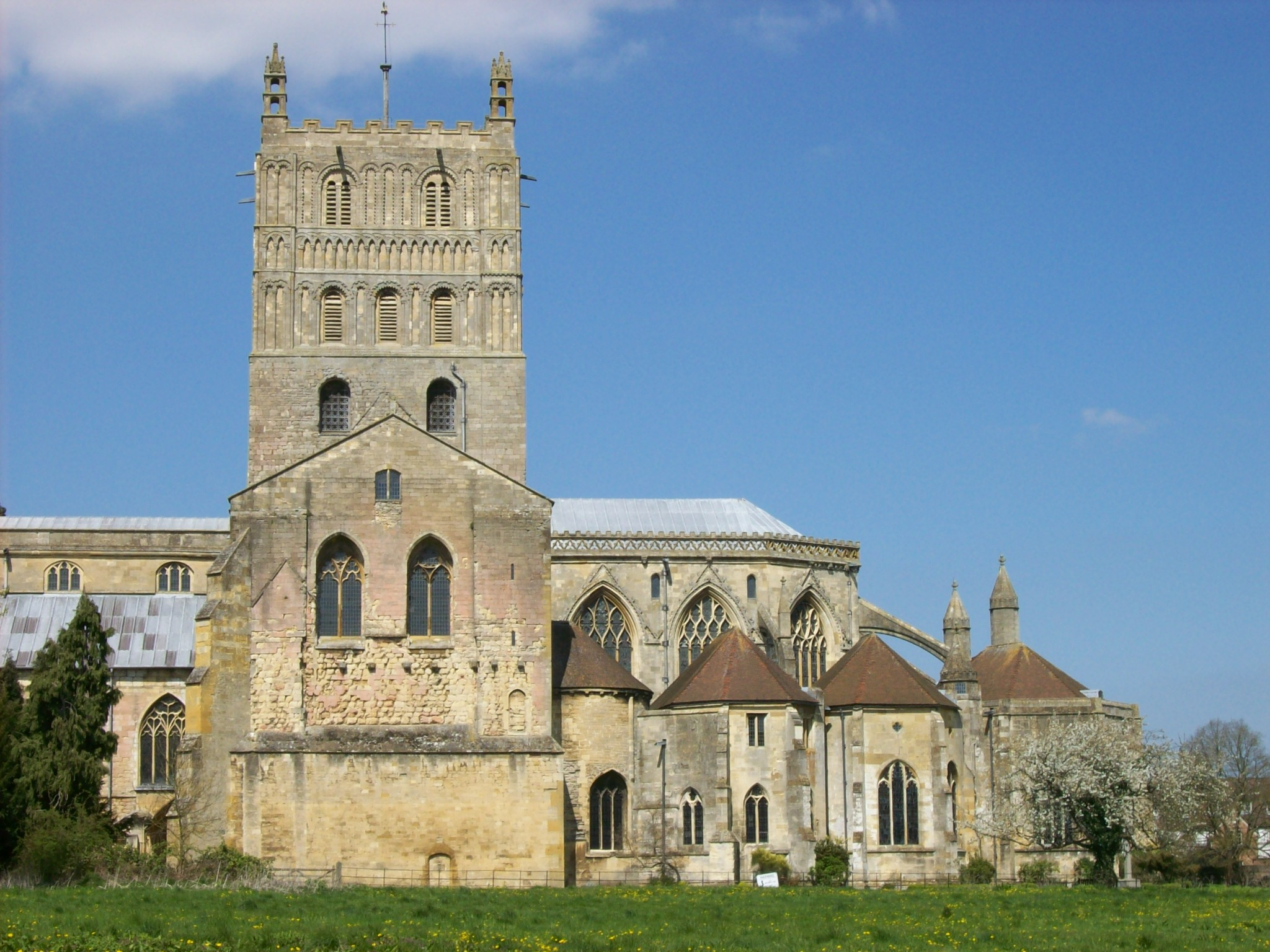
Torre y cabecera oriental
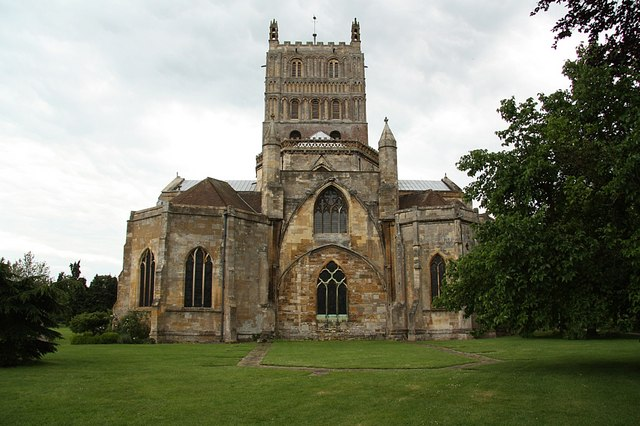
Cabecera oriental
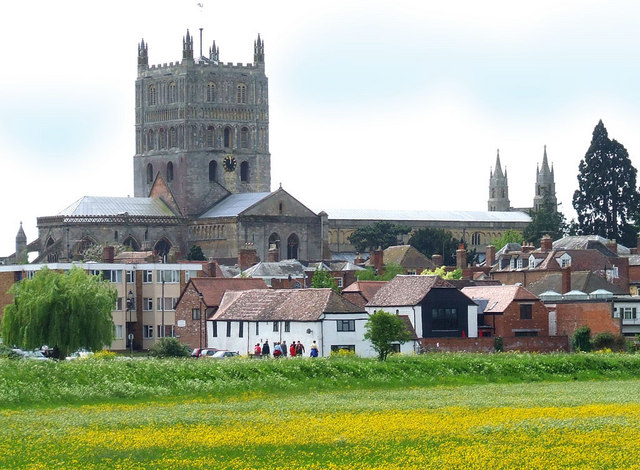
Fachada lateral Norte
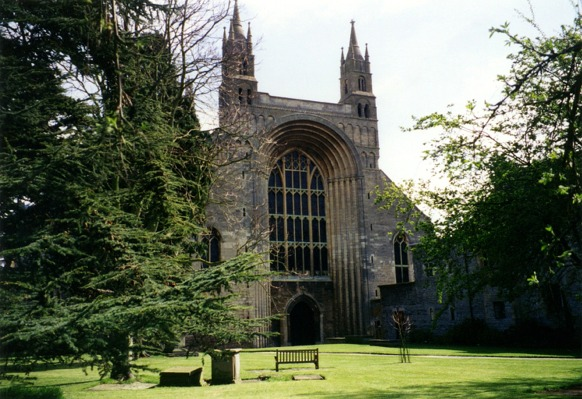
Frente occidental

La torre del crucero está decorada con arcadas típicas del siglo XII inglés, con arcos entrecruzados y adornos llamados en dientes de lobo. La capilla axial ha sido destruida y está cerrada por muros perforados con huecos góticos. El interior está compuesto, como en la vecina catedral de Gloucester, de grandes pilares cilíndricos rematados por simples ventanas de baja altura. La bóveda de la nave y la del santuario son de estilo gótico perpendicular, en una red compleja y en parte policromada.
Entre el santuario y el ambulatorio se encuentran tumbas y capillas monumentales, que forman grandes losas que se elevan hasta las bóvedas de las grandes arcadas del coro, especialmente la de sir Guy de Brien. Una "cantoria" (chantry, capilla funeraria cerrada) de 1397 está dedicada al fundador, Robert FitzHamon, abad en 1102.

Interior del edificio
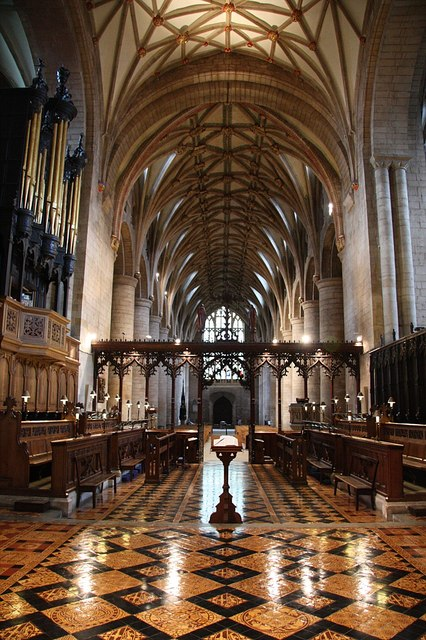
La nave vista desde el coro
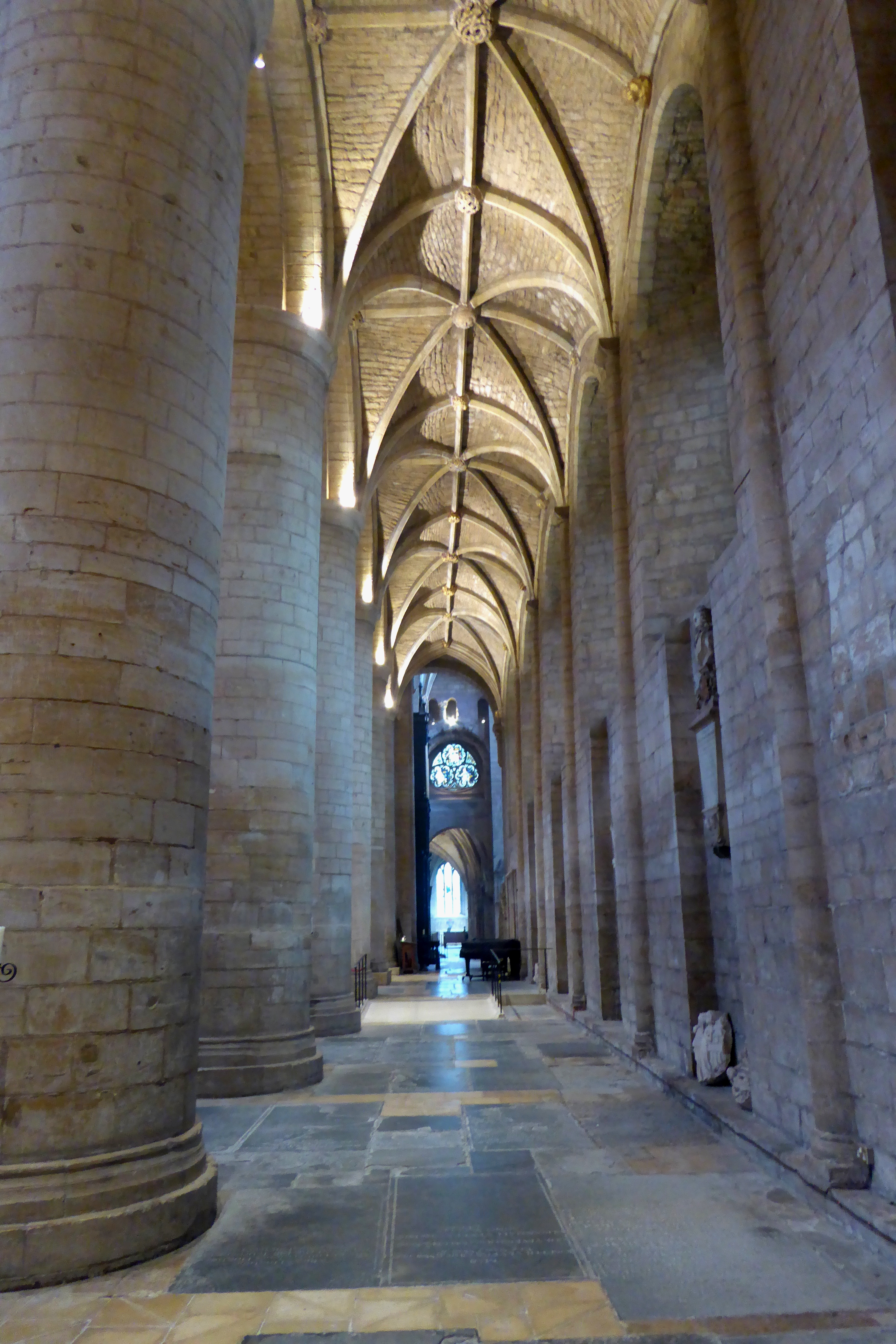
Nave lateral meridional
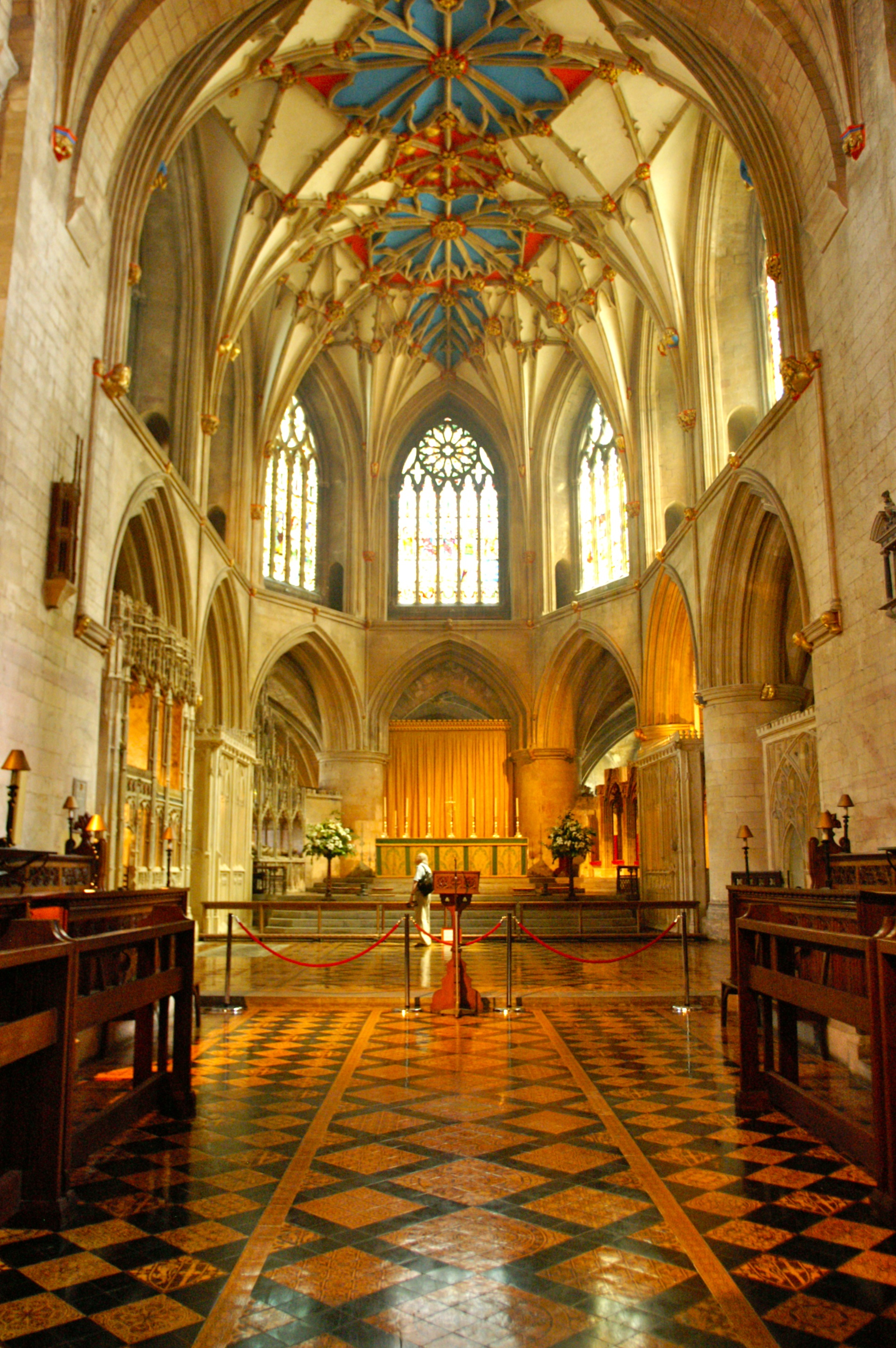
Vista del ábside
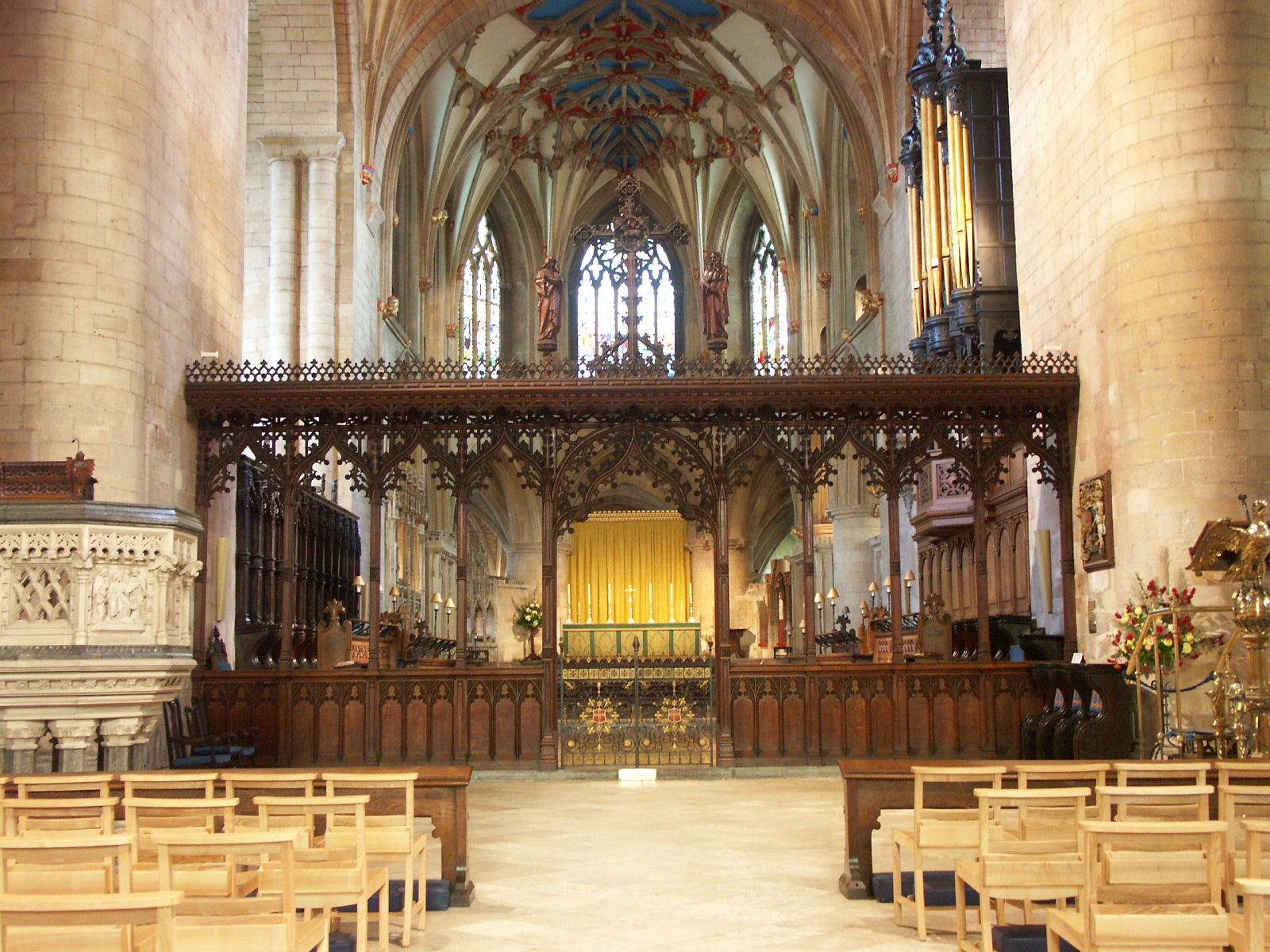
Vista del transepto, con la cancela y el púlpito
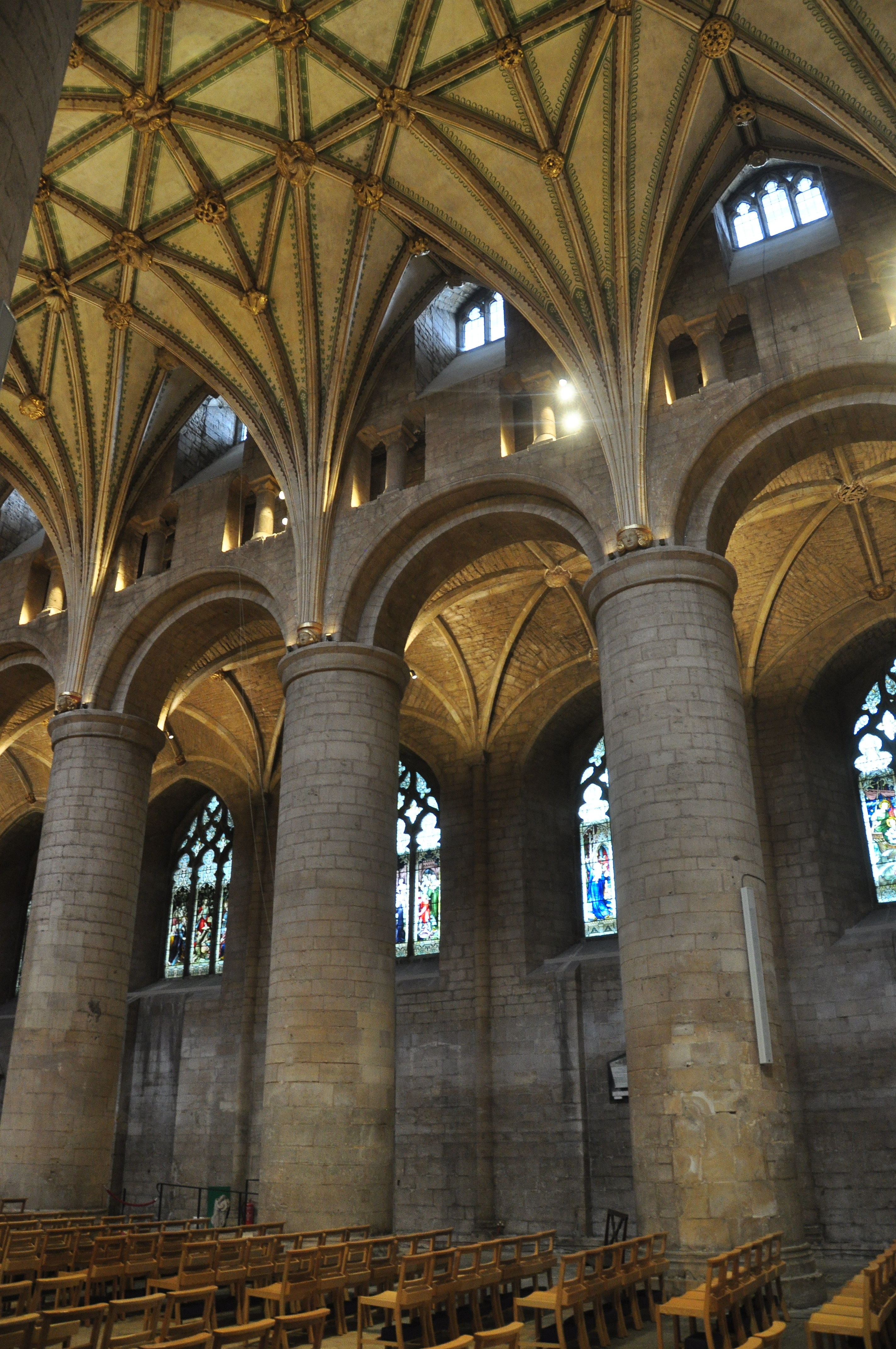
Alzado de la nave

### Nave

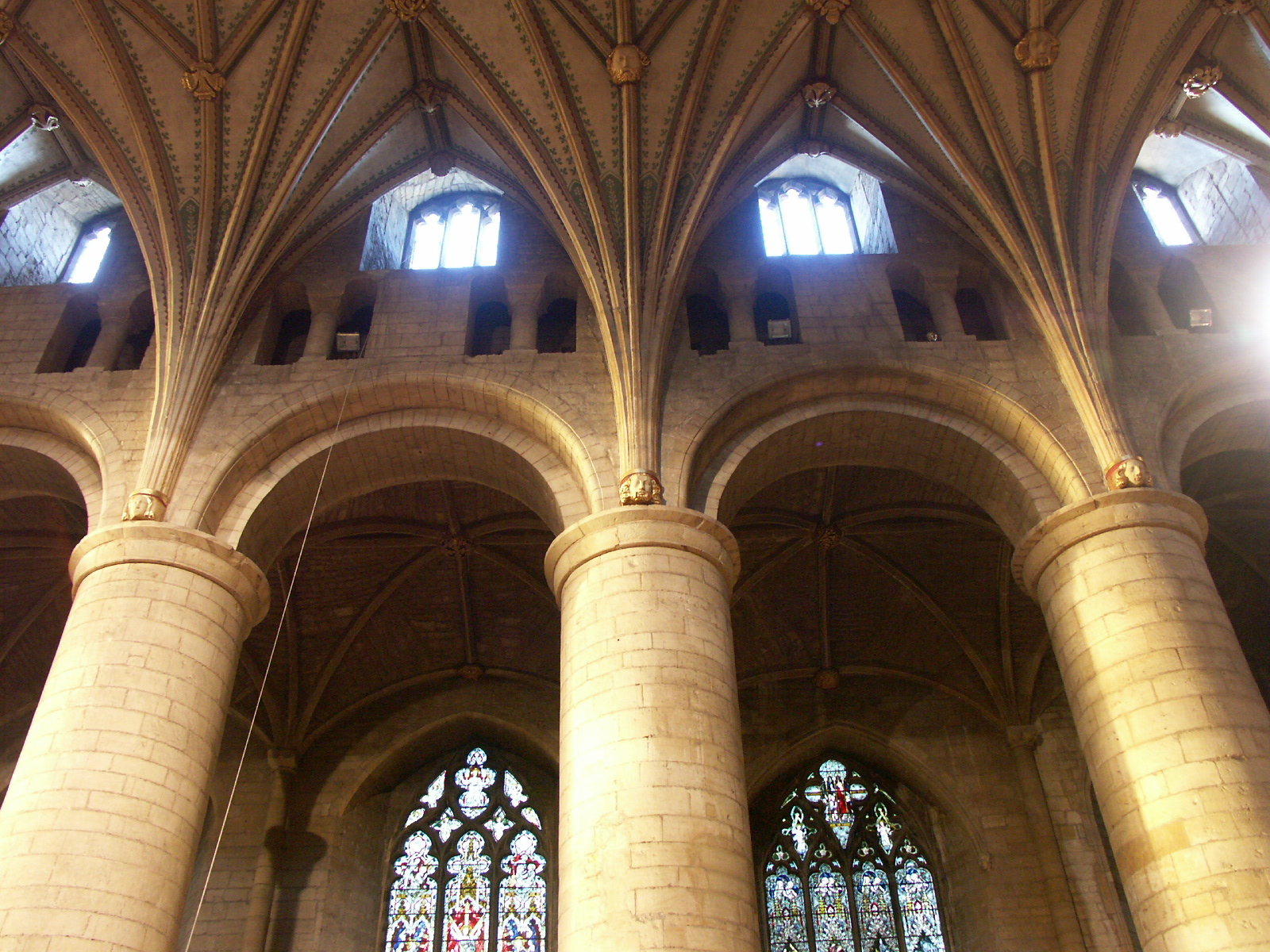
Alzado de tres plantas en el coro:arcadas, triforium y claristorio. En los brazos del transepto, el alzado se organiza en cuatro plantas.

Los muros de las naves hacen uso de la técnica normanda del «muro grueso» (mur épais), esto es, ensanchándolo y disponiendo en su interior una galería-pasaje de circulación (coursière). El ensanchamiento contribuye a estabilizar mejor los muros frente a los empujes de las bóvedas, haciendo innecesarios los refuerzos con contrafuertes (técnica del muro fino plano, mur mince). El alzado de la nave es extraño, con un primer nivel de arcadas en el que devoran la planta de las tribunas, ya que las columnas casi ocupan 2/3 de la altura total del edificio, con una evidente desproporción con un verdero triforio-galería.
La bóveda de la nave fue construida entre 1320 y 1330 y es de estilo gótico. Quince claves a lo largo de la cumbrera de la bóveda ilustran la vida de Cristo, mientras que las claves subsidiarias representan ángeles tocando instrumentos musicales.

### Monumentos funerarios notables

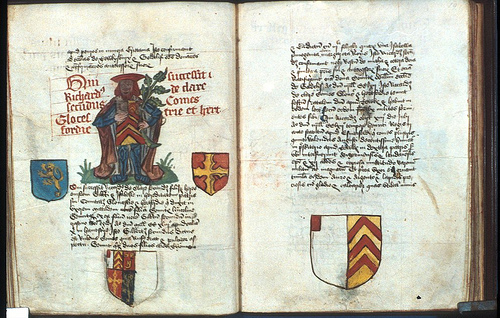
Armas de Richard de Clare, V conde de Hertford y VI conde de Gloucester (1222-1262), Founders Book of Tewkesbury Abbey, ca. 1525

Algunos de los monumentos funerarios notables que se conservan en la abadía de Tewkesbury son:
- 1107: cuando el fundador de la abadía Robert Fitzhamon murió en 1107, fue enterrado en la sala capitular mientras su yerno Robert FitzRoy, conde de Gloucester (un hijo ilegítimo del rey Enrique I), continuó construyendo la abadía.
- 1375: Edward Despenser, Lord of the Manor de Tewkesbury, es recordado hoy principalmente por la efigie en su monumento, que lo muestra a todo color arrodillado en la parte superior del canopio de su cantoria, mirando hacia el altar mayor.
- 1395: los restos de Robert Fitzhamon fueron trasladados a una nueva capilla construida como su tumba.
- 1471: una placa de bronce en el piso en el centro del santuario marca la tumba de Eduardo de Westminster, el hijo del rey Henry Henry VI y el final de la línea de Lancaster, que fue asesinado en la batalla de Tewkesbury —el único Príncipe de Gales muerto en batalla. Tenía solo 17 años a su muerte.
- 1477: los huesos de George, duque Clarence (hermano de Eduardo IV y de Ricardo III), y su esposa Isabel (hija de "Ricardo de Warwick, the Kingmaker") están alojados detrás de una ventana de vidrio en un muro de su inaccesible bóveda de enterramiento.
- 1539: el monumento cadáver que el abad Wakeman había erigido para sí mismo es solo un cenotafio porque no fue enterrado allí.
- También están enterrados en la abadía varios miembros de las familias Despenser, de Clare y Beauchamp,todos los cuales fueron generosos benefactores de la abadía. Dichos miembros incluyen a Henry de Beauchamp, duque de Warwick, y su esposa, Cecily Neville, duquesa de Warwick, hermana de Ricardo Neville, XVI conde de Warwick, Warwick, the Kingmaker.

Interior del edificio
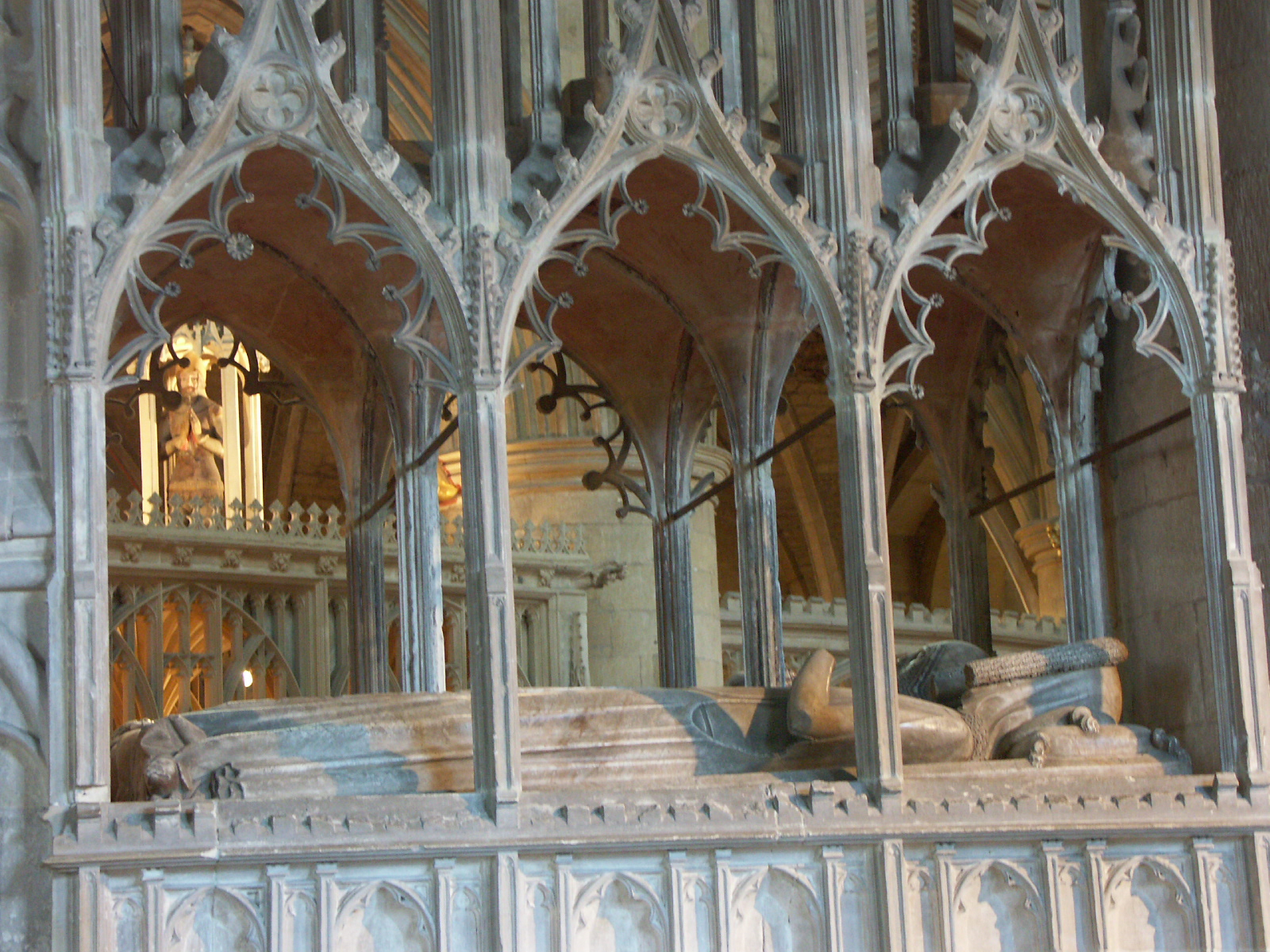
Uno de los cenotafios
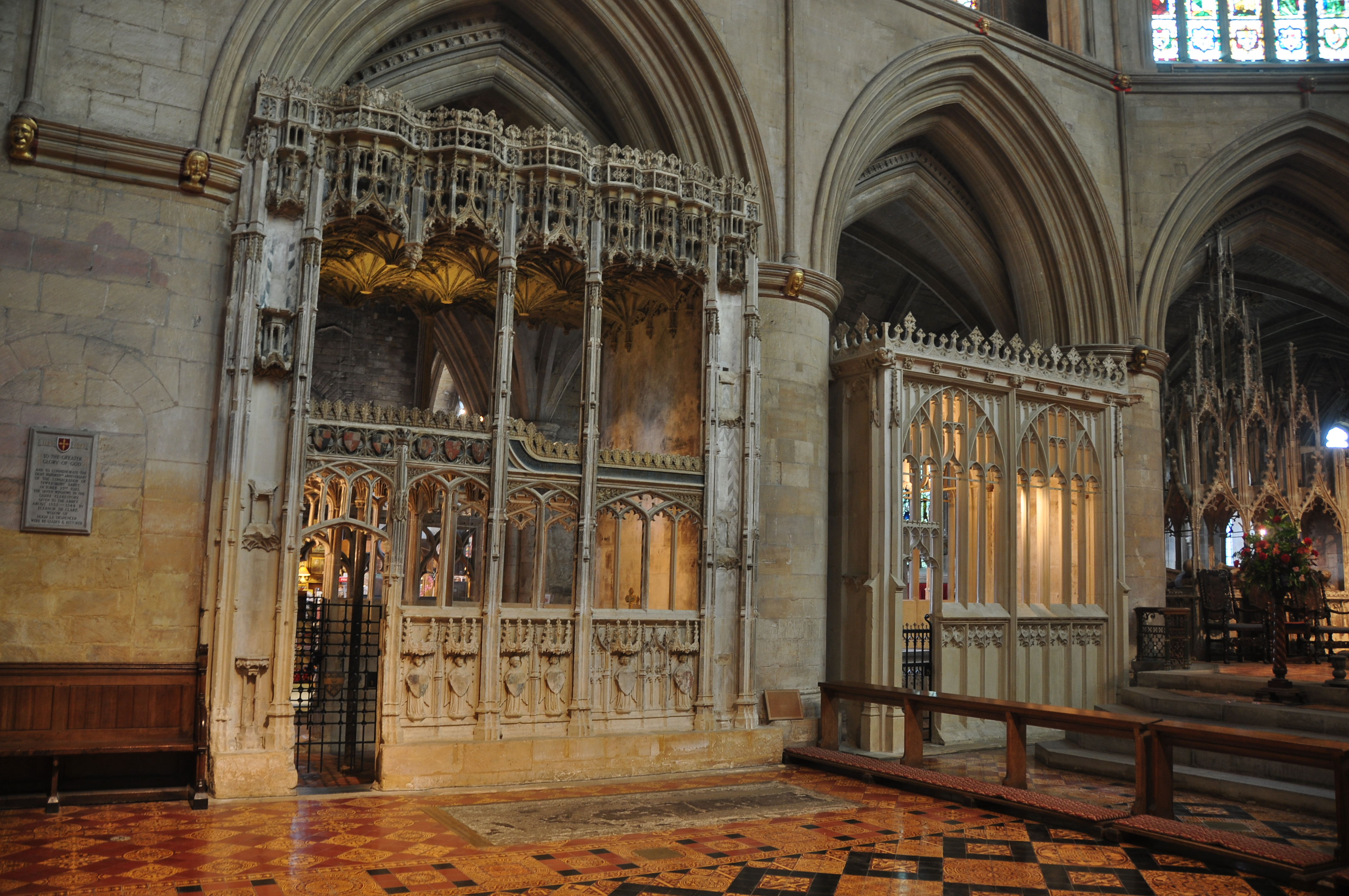
Capillas funerarias
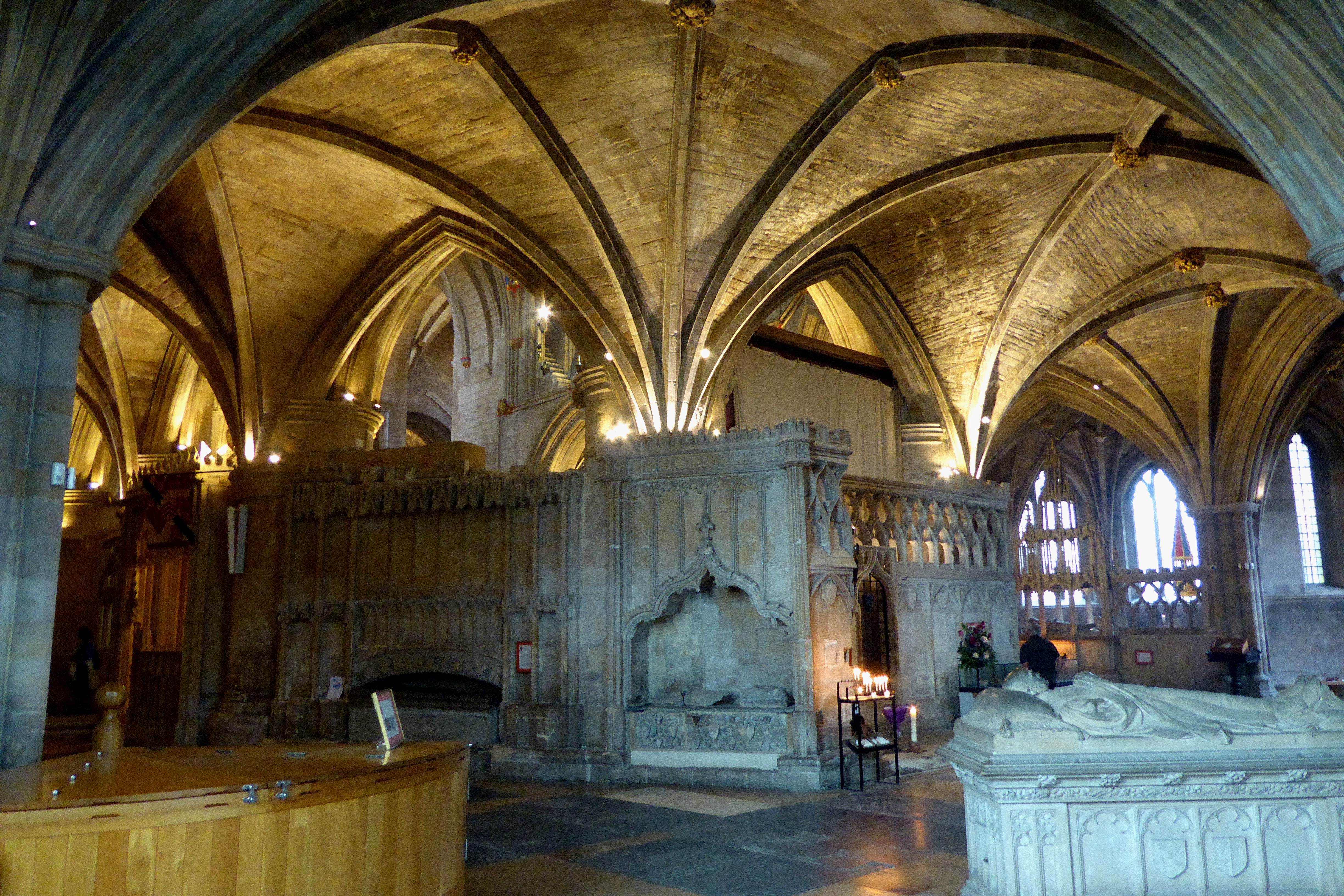
Enterramientos en la capilla de la Santa Fe
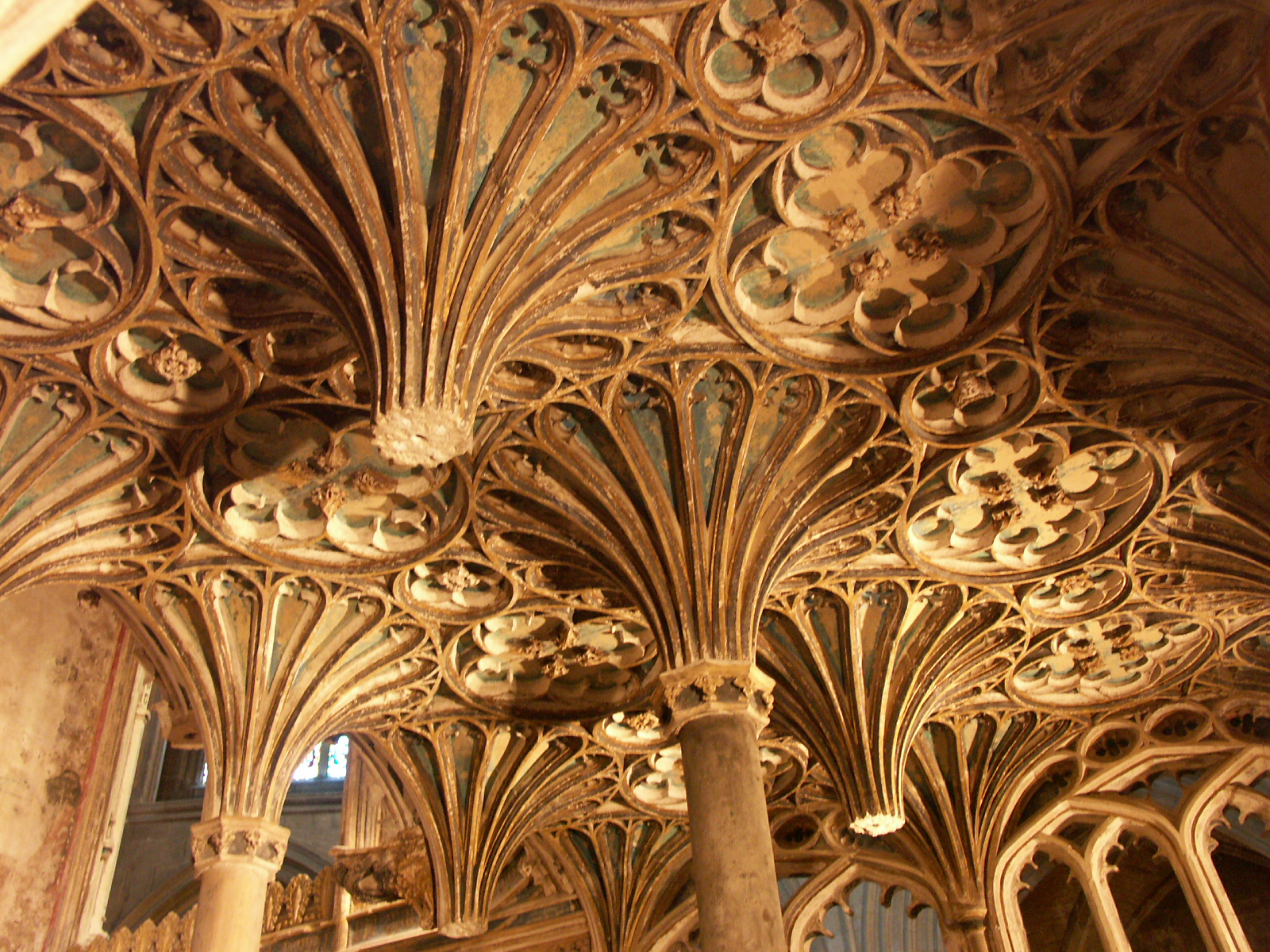
Detalle de las bóvedas de una capilla

## Música

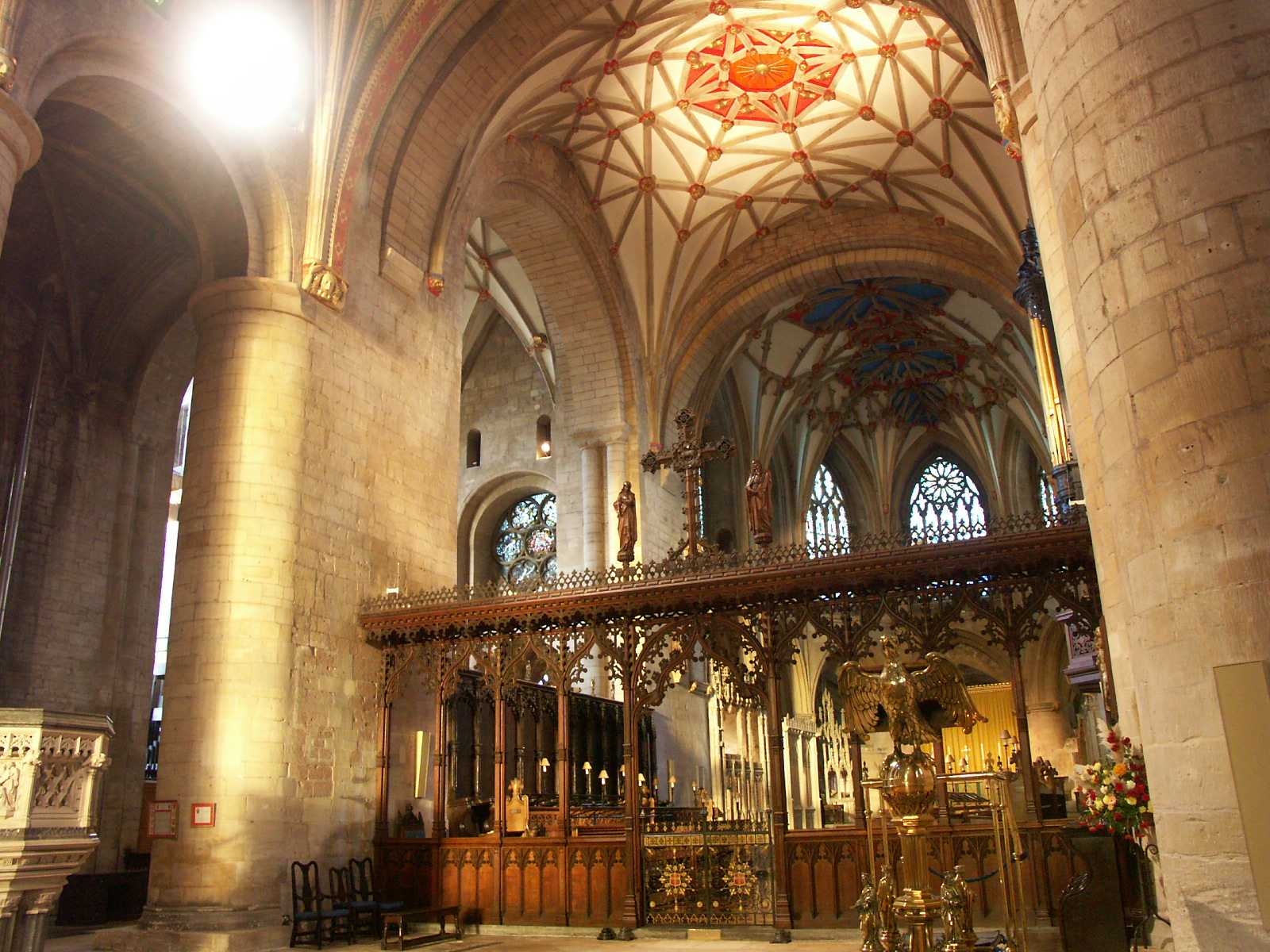
El coro y la bóveda decorada

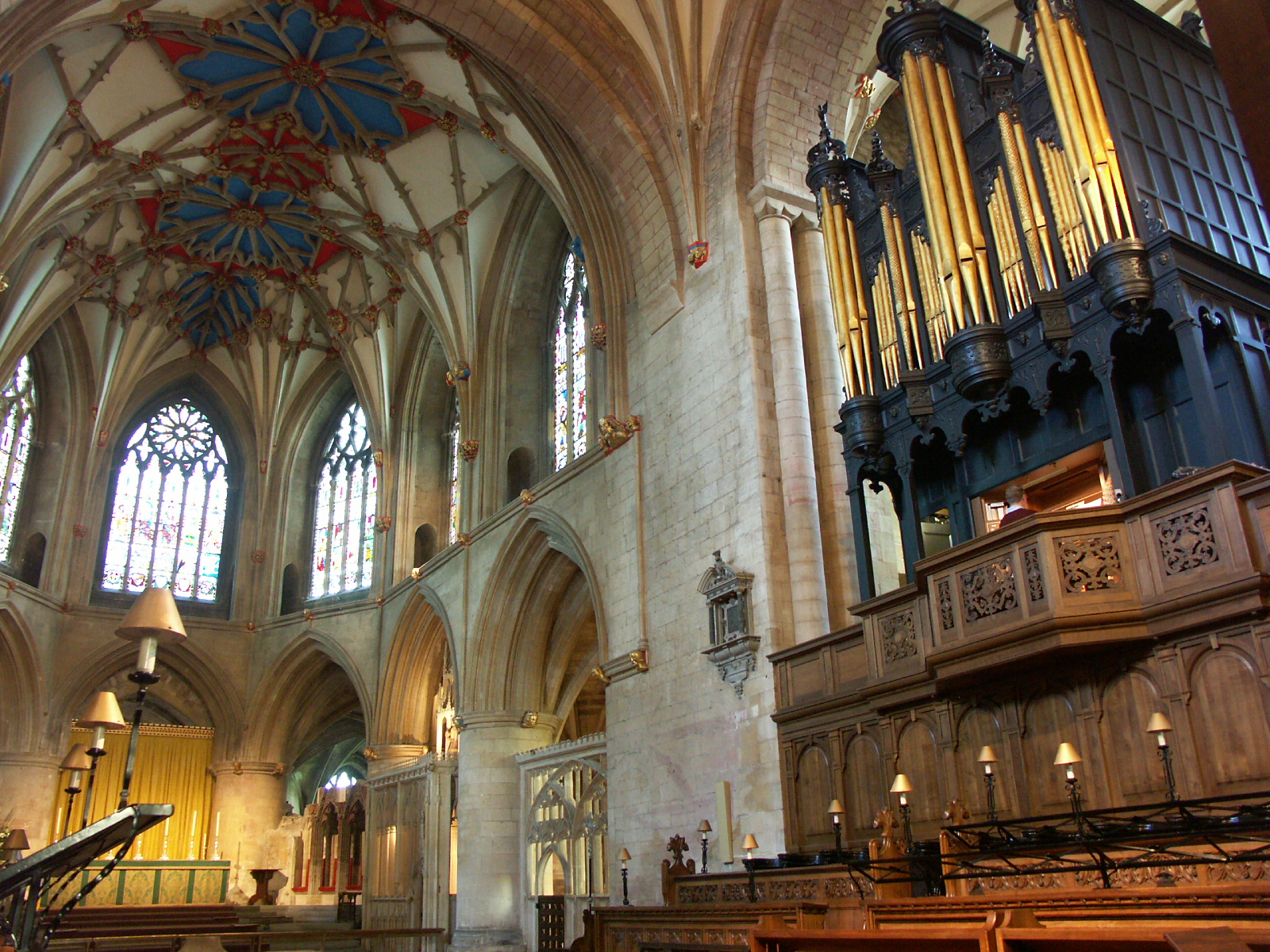
El órgano y el extremo este

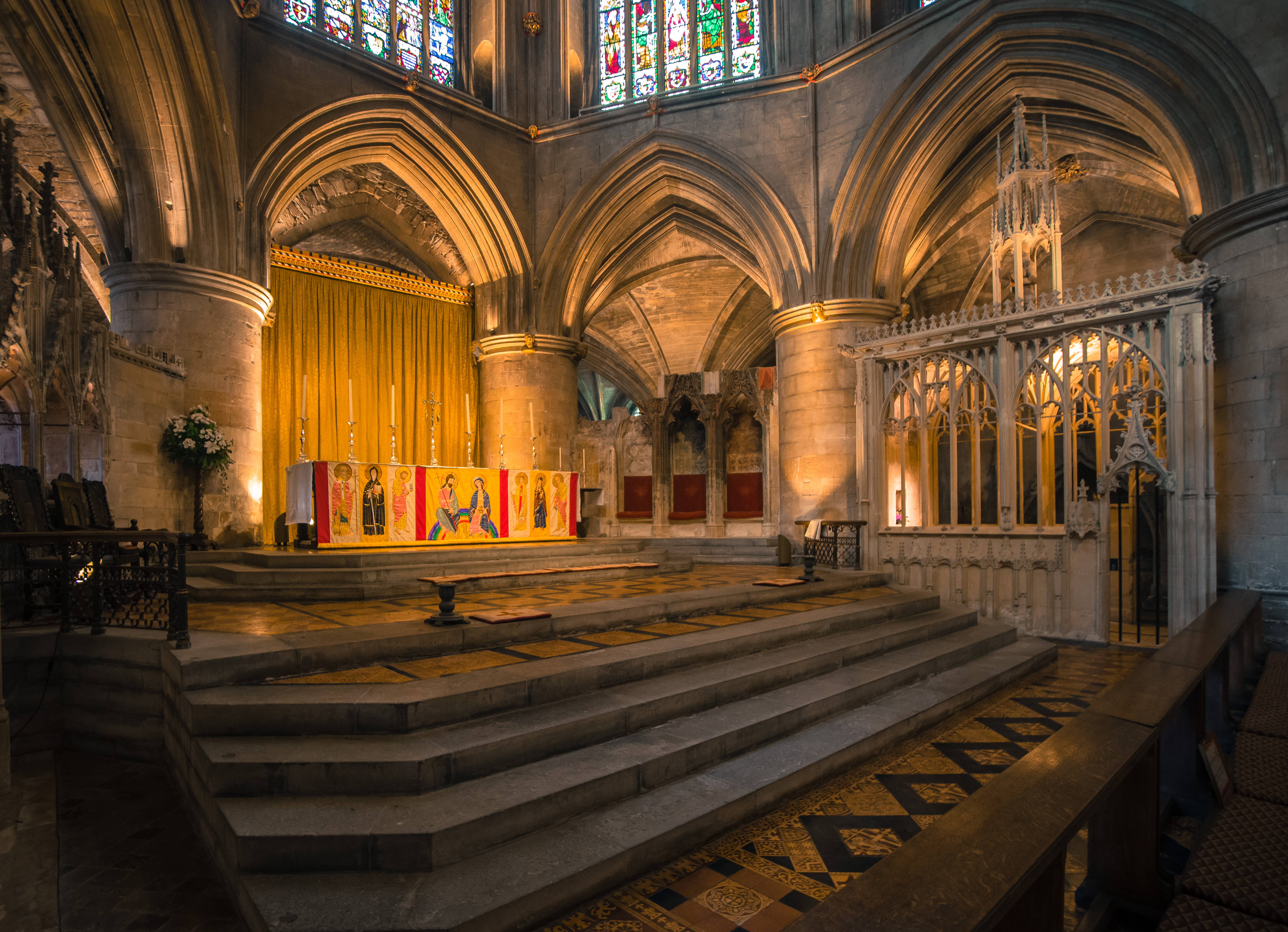
El altar

### Coros
La abadía posee dos coros. El Abbey Choir canta en los servicios dominicales, con niños (niños y niñas) y adultos por la mañana, y adultos por la noche. Schola Cantorum es un coro profesional de hombres y niños con base en la Escuela Preparatoria Dean Close y canta en el Evensongs del día de la semana, así como en misas y conciertos ocasionales. El Abbey School Tewkesbury, que educó, capacitó y proporcionó coristas para cantar el servicio del Evensong desde su fundación en 1973 por Miles Amherst, se cerró en 2006; el coro luego fue realojado en la escuela Dean Close, Cheltenham, y pasó a llamarse Tewkesbury Abbey Schola Cantorum.

### Los tres órganos
El órgano de la abadía del siglo XVII, conocido como el órgano Milton, fue creado originalmente para el Magdalen College, Oxford, por Robert Dallam. Después de la Guerra Civil inglesa, fue trasladado a la capilla del palacio de Hampton Court, donde el poeta Milton pudo haberlo tocaddo. Llegó a Tewkesbury en 1737. Desde entonces, ha sufrido varias reconstrucciones importantes. Se puede encontrar una especificación del órgano en el National Pipe Organ Register.
En el transepto norte está el estupendo órgano Grove, construido por la sociedad de corta duración de Michell & Thynne en 1885.
El tercer órgano en la abadía es el órgano de cámara Elliott, de 1812, montado en una plataforma móvil.

### Las campanas

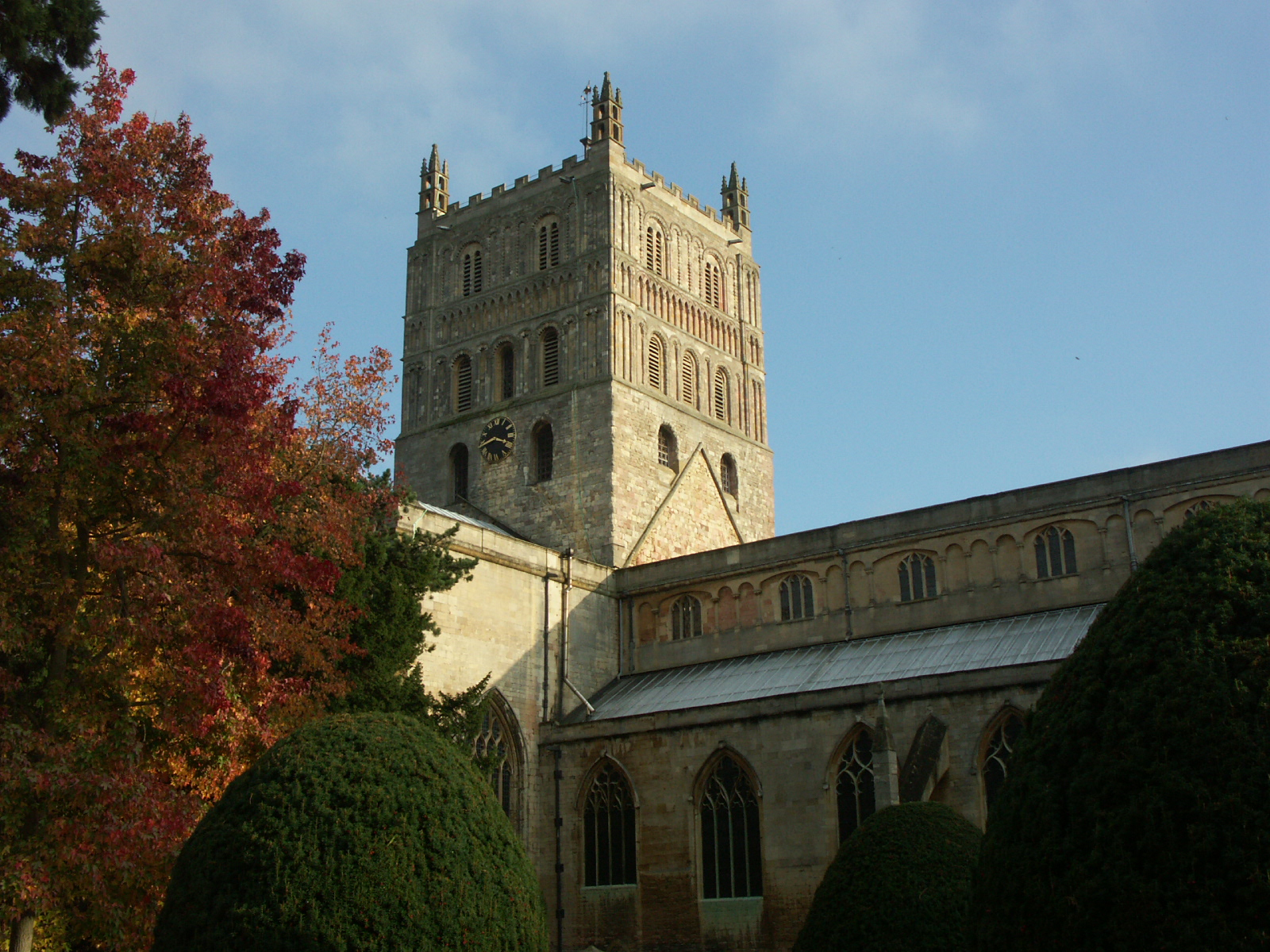
La torre es la torre románica de crucero más grande de Europa.

Las campanas de la abadía fueron revisadas en 1962. El anillo ahora está formado por doce campanas, colgadas para que suene el cambio, fundidas en 1962, por John Taylor & Co, de Loughborough. Las inscripciones de las antiguas campanas 5.ª y 10.ª se copiaron en facsímil en las campanas nuevas. Las campanas tienen cabezas modernas de hierro fundido y todas funcionan con rodamientos de bolas autoalineables. Se cuelgan en la esquina noreste de la torre, y la cámara de llamada se separa del resto de la torre. Una campana de semitono fue agregada (Flat 5.ª) también fundida por Taylor de Loughborough en 1991, esta numerada 5.ªa y hace que un total de 13 estén disponibles para los campanólogos.
Las viejas campanas de reloj son la vieja 6.ª (Abraham Rudhall II, 1725), la antigua 7.ª (Abraham Rudhall I, 1696), la antigua 8.ª (Abraham Rudhall I, 1696) y la vieja 11.ª (Abraham Rudhall I, 1717). En la capilla de San Dunstan, en el extremo este de la abadía, hay una pequeña campana en desuso con la inscripción T. MEARS FECT. 1837.
Las campanas de la abadía suenan de 10:15 a 11:00 a. m. todos los domingos, excepto el primer domingo del mes (un cuarto repique). También suenan para el Evensong de 4:00 a 5:00 p. m., excepto el tercer domingo (un cuarto repique) y la mayoría de los quintos domingos. La práctica se lleva a cabo todos los jueves de 7:30 a 9:00 p. m..

## Recintos de la abadía

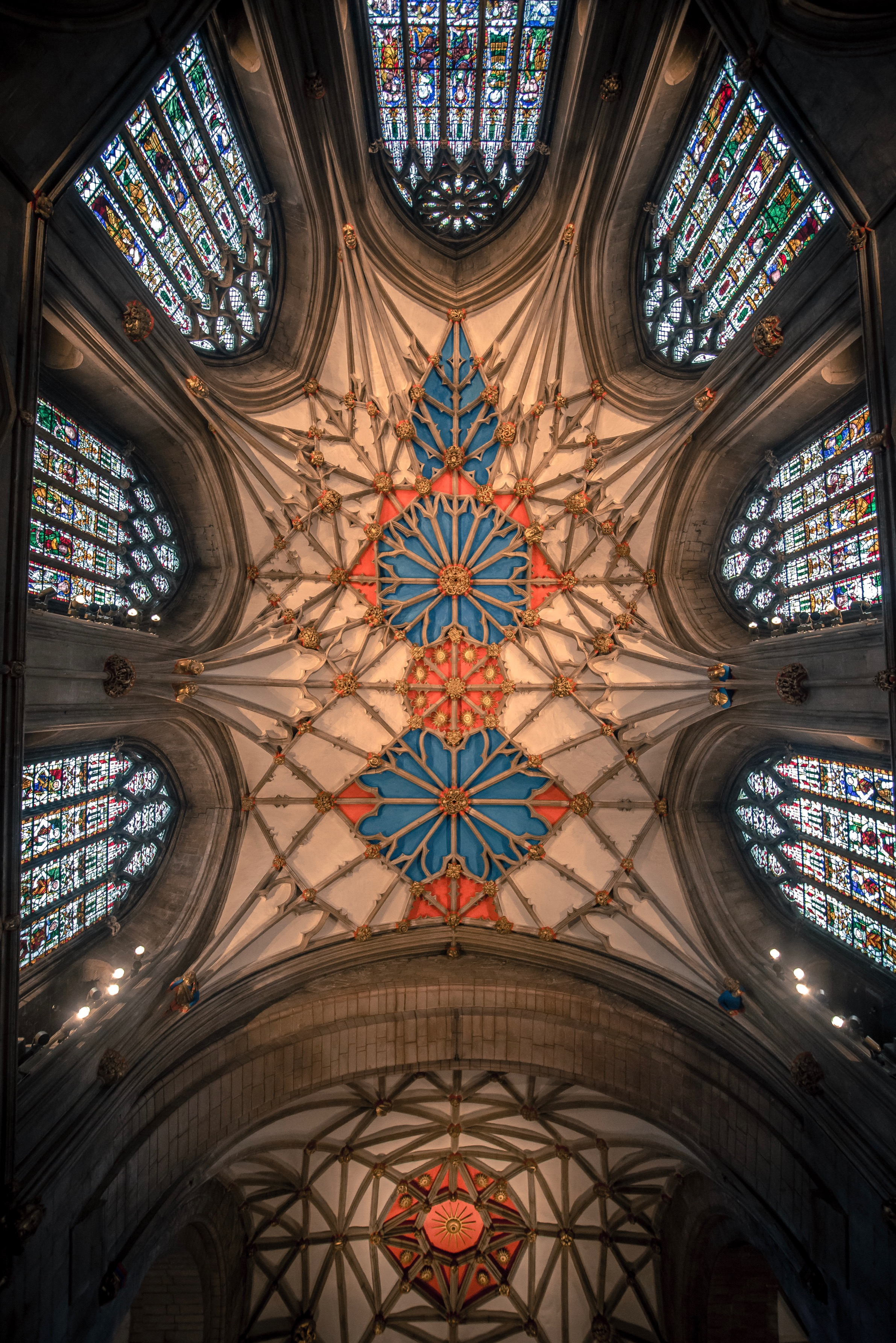
Vista del techo decorado sobre el coro

La ciudad de mercado de Tewkesbury se desarrolló al norte de los recintos de la abadía, de los cuales quedan vestigios en el trazado de las calles y unos pocos edificios: la casa de entrada del Abad, el granero de Almonry, el molino de la abadía, la casa abacial, la actual vicaría y algunas viviendas de entramado de madera en la Church Street. La abadía ahora se encuentra parcialmente aislada en el césped, como una catedral en su recintol, ya que el área que rodea a la abadía está protegida del desarrollo por el Abbey Lawn Trust, originalmente financiada por un benefactor de los Estados Unidos en 1962.

### Cementerio
El cementerio contiene tumbas de guerra de dos miembros del personal de la Royal Air Force de la Segunda Guerra Mundial.

## Culto

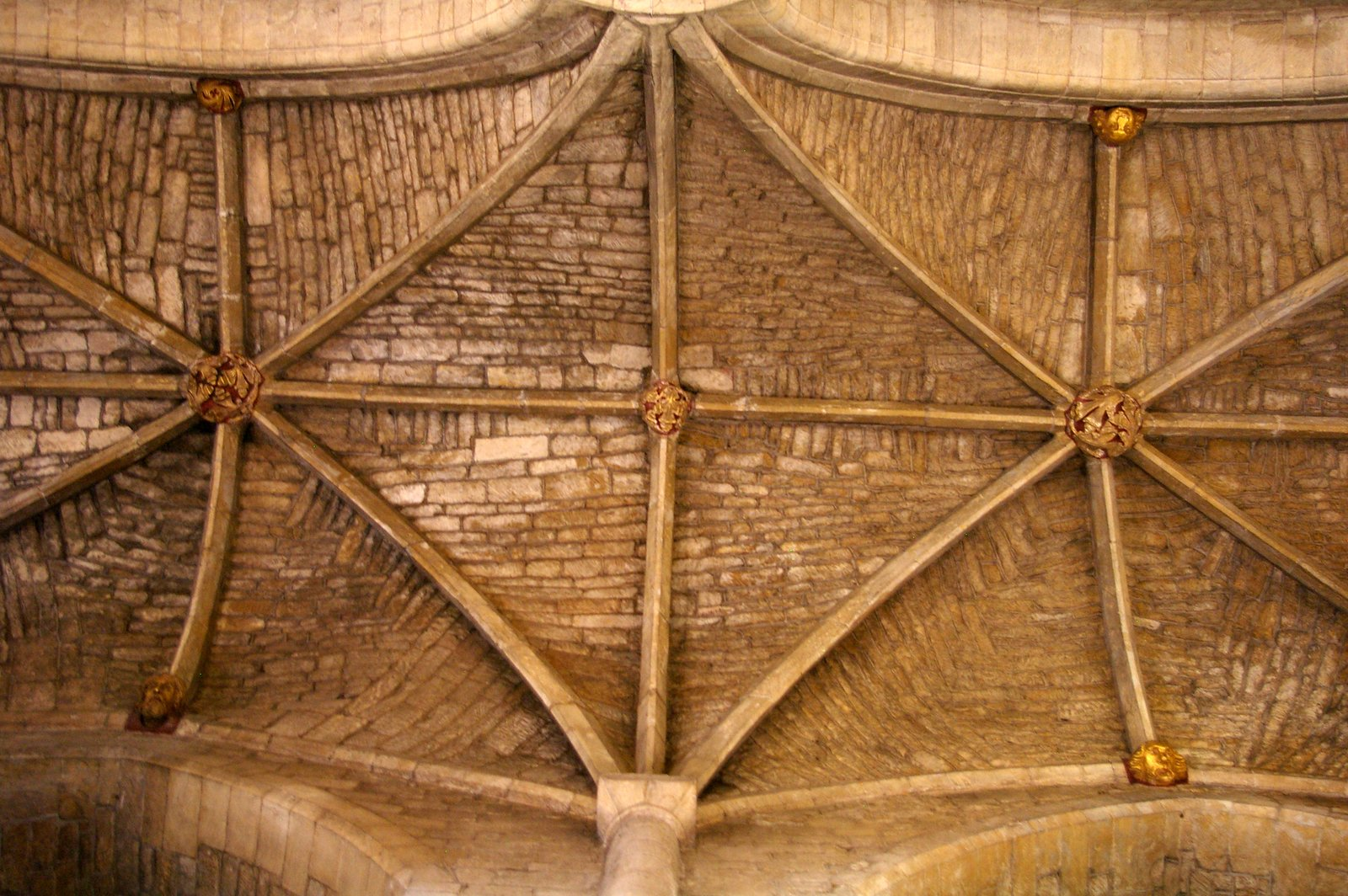
Detalle de bóveda

En su mayor parte, el culto en la abadía ha sido enfáticamente alto anglicano. Sin embargo, en tiempos más recientes ha habido un reconocimiento del valor de un culto menos solemne, y esto se refleja en los dos servicios congregacionales ofrecidos los domingos por la mañana. El primero de ellos (a las 9:15 a. m.) es una Eucaristía parroquial, con un lenguaje moderno y un ambiente informal; un desayuno parroquial se sirve habitualmente después de este servicio. La principal Eucaristía cantada a las 11 de la mañana es solemne y formal, incluida una misa coral; el lenguaje tradicional se usa en todas partes, y la mayoría de las partes del servicio se cantan de hecho, incluyendo la recopilación y la lectura del Evangelio. Un coral Evensong se canta los domingos por la noche, y también los lunes, martes, jueves y viernes durante la semana. Dicha Eucaristía también tiene lugar todos los días de la semana, en diferentes momentos, y alternando entre el lenguaje tradicional y el moderno. Cada verano, desde 1969 (a excepción de 2007, cuando la ciudad fue azotada por las inundaciones), la abadía ha sido sede de Musica Deo Sacra, un festival que combina música y liturgia. La fotografía en la abadía está restringida.